# 白腹长嘴山鹑
，又名杜利特山长嘴山鹑，是鸡形目雉科的一种鸟类。

## 特征
白腹长嘴山鹑体重约746.72克，翼长约179.2毫米，嘴峰长约36.1毫米，喙宽度约11.8毫米，喙厚度约12毫米，跗蹠长约54.7毫米，尾长约69.4毫米。白腹长嘴山鹑在其分布区内为留鸟，其栖息在密集的高大树木组成的森林中，食性为草食性。

## 分布
婆罗洲北部山地。